# تشارلز كانليف
تشارلز كانليف (بالإنجليزية: Charles Cunliffe)‏ (2 سبتمبر 1858 في المملكة المتحدة - 15 أكتوبر 1884) هو لاعب كريكت بريطاني (وحمل سابقاً جنسية المملكة المتحدة لبريطانيا العظمى وأيرلندا). لعب مع Kent County Cricket Club ‏.

## وصلات خارجية
- تشارلز كانليف على موقع إي آس بي آن كريك إنفو (الإنجليزية)